# بطاقة الهوية الكوستاريكية
في كوستاريكا، في السنوات الأخيرة، كانت بطاقة الهوية عبارة عن بطاقة بلاستيكية بحجم بطاقة الائتمان. من ناحية، تتضمن صورة الشخص ورقم التعريف الشخصي والمعلومات الشخصية لمالك البطاقة (الاسم الكامل والجنس وتاريخ الميلاد وغيرها) وتوقيع المستخدم. على الناحية الأخرى، قد تتضمن معلومات إضافية مثل تاريخ منح بطاقة الهوية، وتاريخ انتهاء صلاحية بطاقة الهوية، وغيرها مثل بصمات أصابعهم، وجميع معلومات المالك في كود المصفوفة. يجب على كل مواطن كوستاريكي أن يحمل بطاقة هوية فور بلوغ الثامنة عشرة.
قد تتضمن البطاقات عدة إجراءات أمنية، بما في ذلك استخدام الطلاء فوق البنفسجي.
في المستقبل القريب في كوستاريكا، سيتم استخدام في بطاقة الهوية الكوستاريكية أيضاً في عملية التوقيع الرقمي.
اعتباراً من كانون الثاني 2020, كانت محكمة كوستاريكا Supremos De Elecciones (TSE) في مرحلتي التخطيط والاختبار للانتقال من بطاقة فعلية إلى استخدام القياسات الحيوية لأغراض تحديد الهوية، وإلغاء البطاقة البلاستيكية الحالية. خطوة تتماشى مع هدف الدولة المتمثل في أن تكون محايدة للكربون.